# Горский, Константин Николаевич
Константин Николаевич Горский (27 сентября 1854, Новочеркасск — 8 февраля 1943, Москва) — русский советский художник, автор полотен на сюжеты из русской и европейской истории. Награжден малой золотой медалью, большой золотой медалью и др. Имеет звание Классного художника I степени в области исторической живописи.

## Биография
Константин Николаевич Горский родился в Новочеркасске в семье военного — генерал-лейтенанта Главного штаба Николая Ивановича Горского. В 1872—1876 годах учился в Московском училище живописи, ваяния и зодчества (МУЖВЗ), у художников Е. С. и П. С. Сорокиных, И. М. Прянишникова и В. Г. Перова. Обучение живописи проложил в натурном классе Императорской Академии Художеств (1876—1881). Окончил учебное заведение в звании классного художника 1-й степени исторической живописи, получил право на пенсионерскую поездку за границу на четыре года. Воспользовавшись этим правом, как пенсионер Академии художеств, с 1881 по 1886 год оттачивал мастерство заграницей.
В 1887—1889 годах жил в Париже. По заказу императорской семьи в Париже художник работал над картинами «Петр I посещает госпожу Ментенон в 1717 г.» и «Внутренность французской кузницы». В эти же годы побывал в Бельгии и Англии. В 1885 году представил на академическую выставку свою картину «Третье испытание Кудеяра в верности Иоанну Грозному», написанную по мотивам романа Н. И. Костомарова «Кудеяр». Совет Императорской Академии художеств допустил картину для участия в выставке.
Вернувшись в Россию, преподавал в Московском училище живописи, ваяния и зодчества (1891—1918), Строгановском художественно промышленном училище (1902—1943), Московском высшем техническом училище (1896—1917), Московском инженерно-строительном институте (МИСИ) (1930—1943).
С 1907 года состоял членом Общества преподавателей графических искусств. В настоящее время картины художника хранятся в художественных музеях, в том числе в Научно-исследовательском музее Российской Академии художеств, Русском музее в Санкт-Петербурге, в частных коллекциях. Константин Николаевич Горский скончался 8 февраля 1943 года в Москве.

## Выставки
Константин Николаевич Горский принимал участие в выставках:
- «Санкт-Петербургского Общества художников» (1893, 1894);
- «Общества художников исторической живописи» (1896, 1898);
- «Товарищества южно-русских художников» (1913);
- Всероссийская художественно-промышленная выставка в Москве (1882);
- Выставка в парижском Салоне (1886).

## Награды и звания
- Медали: малая и большая серебряные (1877); малая и большая серебряные (1879); золотая — за картину «Иаков узнает одежду сына своего Иосифа, проданного братьями в Египет» (1880); золотую медаль за картину «Св. Сергий благословляет Дмитрия Донского на битву и отпускает с ним двух монахов» (1881).
- Звание классного художника 1-й степени (1881).

## Галерея

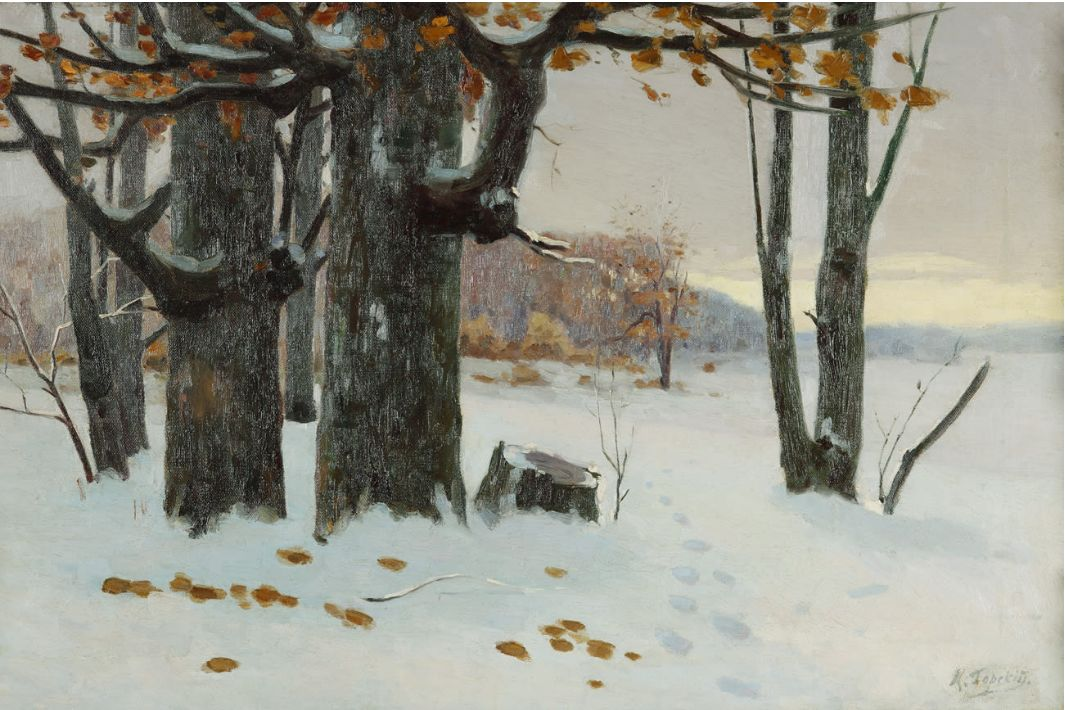
Горский К. Н. Зимний пейзаж
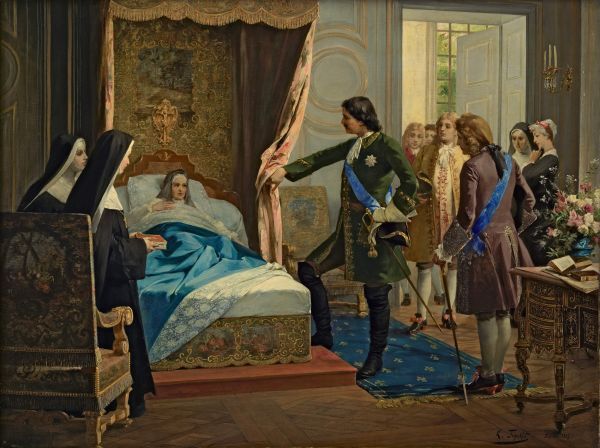
Петр I посещает госпожу Ментенон в 1717 году. 1887г.
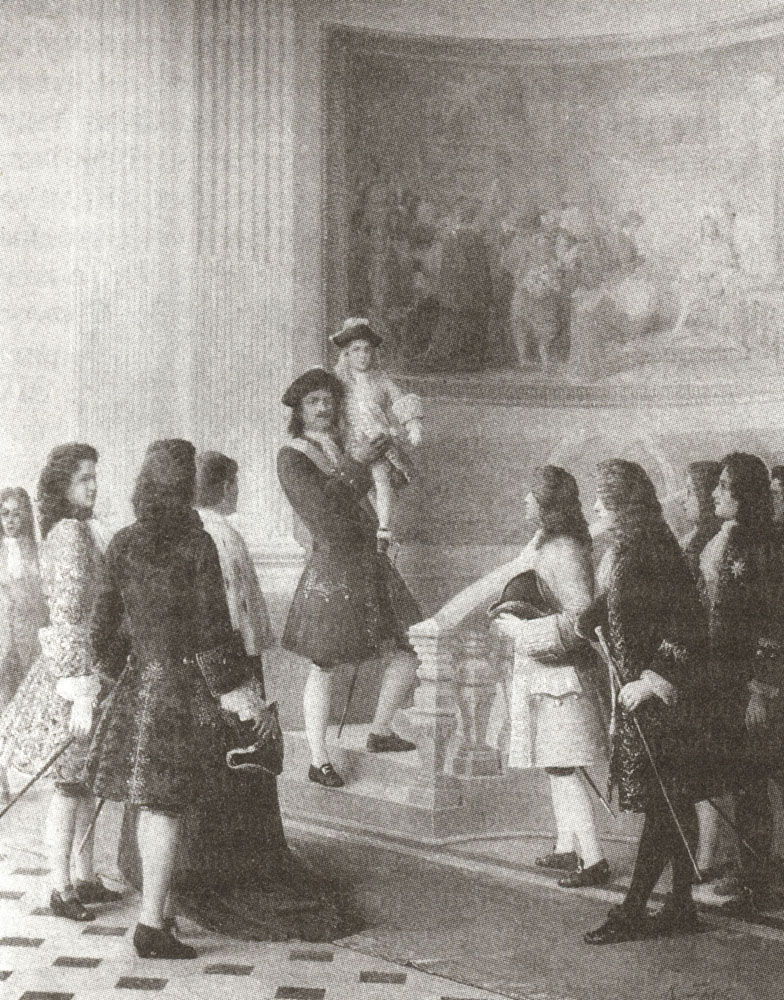
Император Пётр I несёт на руках малолетнего Людовика XV
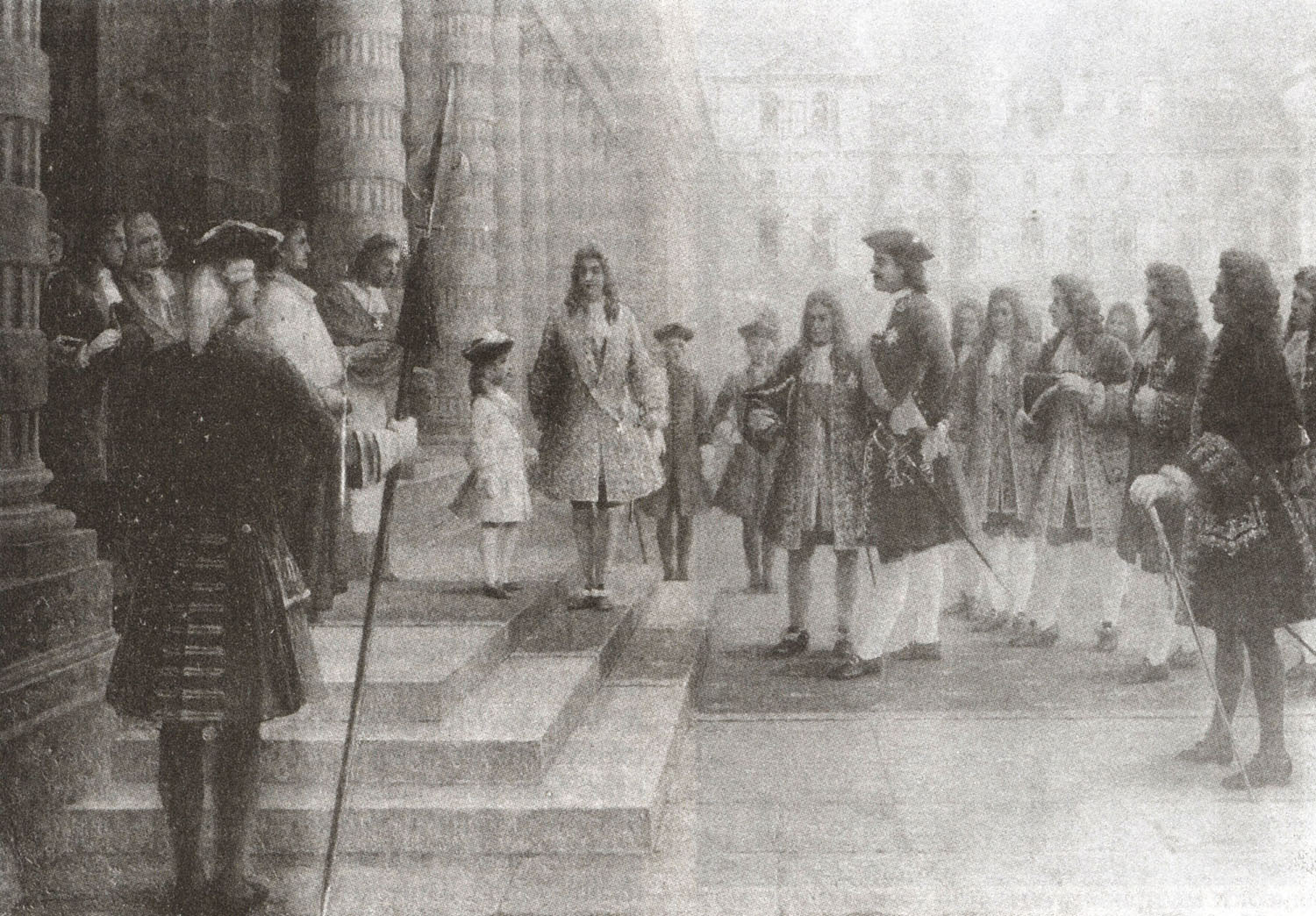
Встреча императора Петра I с малолетним Людовиком XV
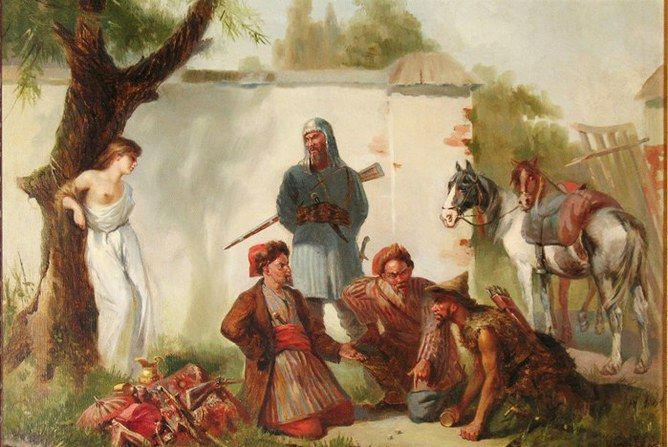
Дележ Добычи
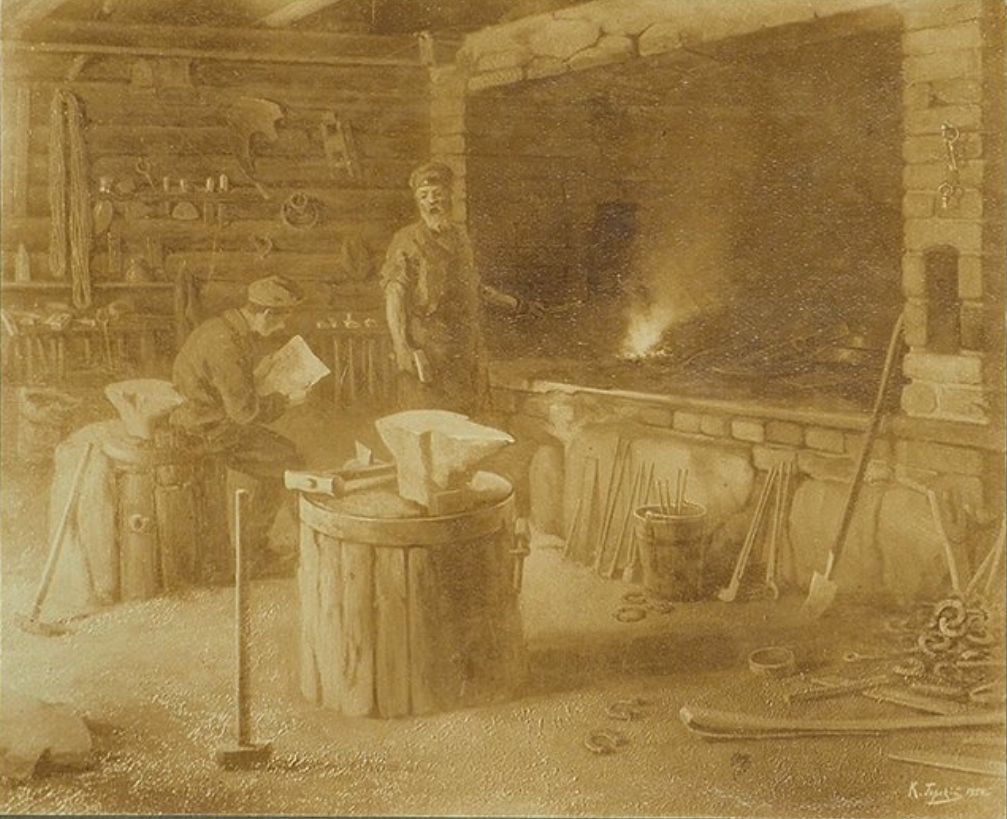
Французская кузница